# Seseli roylei
Seseli roylei är en växtart i släktet säfferötter (Seseli) och familjen flockblommiga växter. Den beskrevs av John Lindley som Archangelica roylei, och fick sitt nu gällande namn av Michail Pimenov & Jevgenij Kljujkov 2002.
Arten är en perenn ört som förekommer i västra Himalaya.